# تاريخ مصر العثمانية
30°03′N 31°13′E / 30.050°N 31.217°E
في عام 1501 اختار المماليك السلطان قانصوه الغوري ليكون سلطانا علي مصر والشام وبلاد الحجاز. وكان قد اشتكي للبابا في روما من البحرية البرتغالية التي لفت حول أفريقيا ودخلت المحيط الهندي والبحر الأحمر. وأنشأ الغوري أسطولا هزم البرتغاليين عند سواحل مليبار بالهند عام 1508 وكان من البحارة المماليك والعثمانيين وفي العام التالي أغرق البرتغاليون الأسطول المصري في معركة ديو.
بني المماليك أسطولا ثانيا بمعاونة العثمانيين استطاع أن يدافع عن عدن عند باب المندب عام 1513.وكان السلطان العثماني سليم الأول قد تولي الحكم عام 1512. وهاجم المماليك في آسيا الصغري لمدة أربع سنوات قبل احتلاله الشام ولم يصمد فرسان قانصوه من المماليك أمام الأسلحة والمدافع العثمانية في معركة مرج دابق بحلب عام 1516. وهزم طومانباي في الريدانية قرب القاهرة بصحراء العباسية في يناير عام 1517 وأعدم طومنباي علي باب زويلة بعد القبض عليه. وكان قد حارب سليم قرب المطرية بجوار مسلة عين شمس وكان قد عرض سليم عليه حكم مصر تحت الحكم العثماني ورفض. ودارت معركة عند الأهرامات استمرت يومين ولجأ طومانباي للبدو لكنهم باعوه حيث قادوه لسليم بالسلاسل وأقتيد من بولاق لباب زويلة حيث أُعدم. وبهذا انتهي عصر حكم السلاطين المماليك بمصر والشام والحجاز. وعند الإعدام نادي علي الجماهير لتنقذه من الشنق فلا مجيب. وقرأ البسملة ثلاث مرات.
لما تولي خاير بك وكان واليا علي حلب ولاية مصر إتخذ قرارا بإلغاء الإقطاع المملوكي وجعل تحصيل المال ثابتا وخراج القمح كان يرسل جزء منه لإدارة شئون الامبراطورية. واتخذ له حامية من أوجاق الانكشارية لحراسة اسوار القاهرة والقلعة التي كانت مقر الوالي العثماني. وكان يطلق عليهم المستحفظان ويرأسهم الأغا. وكان كتخدا مستحفظان مهمته السيطرة علي أوجاقات الأقاليم التي كانت من الانكشارية أيضا. ولما تولي الوالي أحمد باشا بعده عام 1522 أعلن السلطنة في مصر وكان يعاونه اليهود بالمال إلا أنه قُتل عام 1524
جاء مصر بعده الصدر الأعظم إبراهيم باشا بعام ووضع سياسة للإدارة جديدة. فكون أول حكومة عثمانية وعلي رأسها الوالي أو الباشا يعاونه مجلس استشاري يجتمع أربع مرات في الأسبوع. وقسم مصر 14 إدارة يرأسها الضباط المصريون ومهمتهم تنظيم الري وجمع الضرائب. وكان بيت المال مسئولا عن دفع 16 مليون بارة للآستانة سنويا وهو الجزء المستحق لإدارة شؤون الامبراطورية.
دخل العثمانيون اليمن وعدن عام 1538 وهم في طريقهم لملاقاة البرتغاليين في معركة ديو بغربي شبه القارة الهندية. لكنهم هزموا وعادوا للقصير بمصر واتجهوا برا لأسوان. وأثناءها شن الإمام أحمد باليمن الحرب معلنا الجهاد علي أثيوبيا (الحبشة) لكنه انهزم من الأحباش والبرتغاليين. ولما حكم أوزدمير باشا اليمن احتل في عام 1555 مصوع علي البحر الأحمر واحتل أجزاء من الحبشة وجعلها إقليما تابعا له. إلا أن الشيعة الزيدية ثارت علي الحكم العثماني باليمن عام 1567.
كانت مصر كولاية عثمانية مقسمة لعدة أقاليم إدارية وكل إقليم كان يتولاه مملوك من المماليك البكوات مسئول أمام الحاكم العثماني والحاكم كان مسئولا أمام الباب العالي بالآستانة.
وفي القرن 18 أصبح الباشا صوريا ولكن المماليك البكوات كانوا أهل الحل والعقد في مصر. وكانت بينهم صراعات علي السلطة محتدمة ومنافسة للسيطرة علي سدة الحكم ظلت حتي مجيء الحملة الفرنسية عام 1798 التي غيرت من موقف المماليك وشتتتهم.

## الحملة الفرنسية
جائت الحملة الفرنسية علي مصر عام 1798م. أتت قوات التحالف من العثمانيين والبريطانيين وأجلت الحملة الفرنسية عن مصر عام 1801 وقد خلفت وراءها فوضي وصراعات داخلية وكان الوالي على مصر خورشيد باشا و في عام 1805 خرج المصريون على الوالى العثماني و أقيل من منصبه و أتى بمحمد على كوالى جديد لمصر.

## اقرأ أيضا
- مصر العثمانية.